# Мамутов, Заур Энверович
Заур Энверович Мамутов (укр. Заур Энверович Мамутов, крымскотат. Zaur Enver oğlu Mamutov; род. 22 января 1980) — украинский футболист, защитник.

## Биография
Начал выступать за российский клуб «Фабус», позже играл за «Спартак» Кострома. В 2000 году сыграл один матч в высшем дивизионе России за ЦСКА. Позже играл за клуб первого дивизиона «Кубань» и ФК «Реутов». В 2005 году перешёл в украинскую «Крымтеплицу», всего провёл 89 матчей и забил 9 мячей в клубе был капитаном. В феврале 2009 года получил статус свободного агента. Мамутов является автором юбилейного 150-го гола «Крымтеплицы» в ворота ФК «Львов».
В 2013 году играл за любительский ялтинский клуб «Реал», который выступал в чемпионате города.